# Mel (film)
Mel – amerykański film familijny z elementami fantasy z 1998.

## Obsada
- Ernest Borgnine – dziadek Bill
- Josh Paddock – Roger
- Bug Hall – Travis
- Jack Scalia – Bailey Silverwood
- Julie Hagerty – Bonnie
- Greg Evigan – Peter
- Vanessa Lee Evigan – Susan
- Jonathan Rau – Ernie
- Paul Sampson – Matt Henderson
- George Yager – szeryf

## Fabuła
Tytułowy Mel to olbrzymi żółw, który zamieszkuje gospodarstwo starego farmera Billa. Jego ziemię chce przejąć miejscowy biznesmen Bailey Silverwood, który zamierza rozbudować na tym terenie swój park rozrywki. Na wszelkie sposoby uprzykrza życie Billa. W tym czasie na farmę Billa przybywają na wakacje jego dwaj wnukowie: Roger i Travis. Chłopcy na początku są niezbyt zadowoleni z pobytu na położonej z dala od wielkiego miasta farmie. Jednak po tym gdy poznają Mela i uroki życia na wsi postanawiają zostać tu na dłużej. Gdy Bailey porywa Mela z zamiarem uczynienia go atrakcją swojego parku obaj wraz z sąsiadką Susan i rodzicami wyruszają na pomoc sympatycznemu gadowi.